# Бонд-стріт (Мангеттен)
Стайвесант-стріт (англ. Stuyvesant Street) — вулиця, що тягнеться зі сходу на захід між Бродвеєм і Бауері в нейборгуді Нохо в Нижньому Мангеттені, Нью-Йорк.

## Історія
Справжня назва вулиці не встановлена. Можливо, вона була названа на честь міського геодезиста Вільяма Бонда або за згадку в путівнику 1817 року, де Бродвей згадується як «Бонд-стріт Нью-Йорка».
Бонд-стріт, 24 була місцем розташування студії Беатріс і Сема Ріверсів RivBea і першої студії Роберта Меплторпа. Mile End Sandwich, дочірній ресторан Mile End Delicatessen, єврейського гастроному в Брукліні, розташований на Бонд-стріт між Бавері та Лафаєтт-стріт. Зовсім недавно Бонд-стріт стала місцем розташування магазинів бренду одягу OVO Clothing Біллі Рейда і Дрейка.